# 三島村
三島村（みしまむら）は、鹿児島県の竹島、硫黄島、黒島の三つの島からなる村。これらの島は薩摩半島南端から南南西約40kmの位置にあり、口之三島（上三島）と呼ばれる。行政区域は鹿児島郡に属す。
行政区域は東シナ海に位置する離島群であるが、三島村役場は鹿児島市の鹿児島港付近にあり、県内の地域区分も鹿児島市と同じ鹿児島地域振興局管内に属する。村内の各島には出張所が設けられている。
なお、同じく東シナ海に位置する離島群を行政区域とする鹿児島県十島村も、鹿児島市の鹿児島港付近に村役場を置いており、鹿児島地域振興局管内に属する。
村の全域が三島村・鬼界カルデラジオパークとなっている。

## 地理
口之三島（上三島）は、南西諸島および薩南諸島の最北端に位置し、以下に挙げる3つの有人島があることから「三島」の名がある（世帯数及び人口は2020年5月1日現在）。
- 竹島：面積4.20 km²、周囲9.7 km、世帯数37、人口64
- 硫黄島：面積11.65 km²、周囲14.5 km、世帯数62、人口125
- 黒島：面積15.37 km²、周囲15.2 km
  - 大里：世帯数65、人口111
  - 片泊：世帯数35、人口78

各島の地理については、各島の項および上三島の項を参照。

### 隣接する市町村
- 鹿児島郡十島村
  - かつては同一の村で、1952年2月10日に施行された「大島郡十島村の境界」（昭和27年鹿児島県告示第74号）により、現在の三島村の区域は北緯30度線以北（口之島を除く）に変更されており、北緯30度線以南（口之島を含む）[4]に設置された現在の十島村との境界は北緯30度線及び口之島の北端を挟んで隣接している。

### 地勢
- 鬼界カルデラ

## 歴史

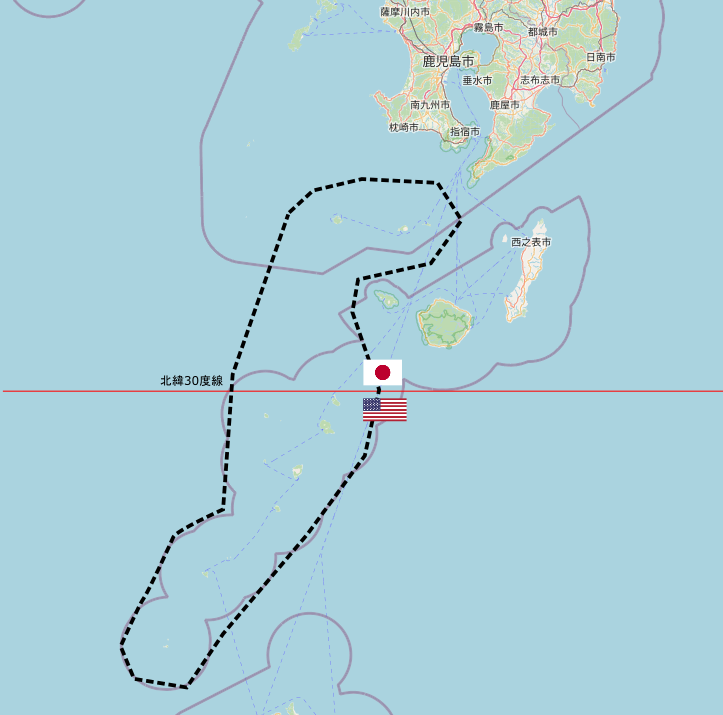
1946年から1952年までの十島村の地図。赤い線が北緯30度線であり北側が日本、南側がアメリカ合衆国の統治下となった。現在の三島村は北側の区域に当たる

江戸時代までは薩摩国川辺郡に属し、トカラ列島（現在の十島村の区域）と合わせて「川辺郡十島（川辺十島）」と呼ばれていた。
島嶼町村制（明治40年勅令第46号）の施行に伴い、1908年（明治41年）4月1日に上三島及びトカラ列島を区域とする十島村として設置された。
第二次世界大戦終戦後の1946年（昭和21年）2月2日に連合国軍最高司令官総司令部の指令である「SCAPIN第677号」が発令され、これにより北緯30度以南の十島村にあたるトカラ列島の区域における日本国政府の行政権及び司法権が停止され、アメリカ合衆国の施政下となった。これに伴い十島村役場が置かれていた中之島がアメリカ合衆国統治下となったことにより村役場を失った上三島は鹿児島市に「十島村仮役場」を設置し、鹿児島県知事によって村長臨時代理者が指名された。
1952年（昭和27年）2月4日にアメリカ合衆国統治下となっていたトカラ列島の区域が本土復帰し、これに伴い施行された政令の規定に基づきトカラ列島の区域に十島村が新たに設置され、「 大島郡十島村を三島村に変更する条例の許可」（昭和27年鹿児島県告示第75号）により上三島の区域のみが残存していた十島村の名称を三島村に変更し、「 大島郡十島村の境界」（昭和27年鹿児島県告示第74号）により北緯30度以北（口之島を除く）の区域に変更され、これにより実質的に上三島とトカラ列島が分村する形となった。

### 年表

#### 十島村時代
- 1897年（明治30年）4月1日 - 川辺十島が薩摩国川辺郡から大隅国大島郡に移管される。
- 1908年（明治41年）4月1日 - 島嶼町村制施行に伴い、川辺十島の区域をもって大島郡十島村を設置される。
- 1946年（昭和21年）
  - 2月2日 - 「SCAPIN第677号」発令。北緯30度以南の南西諸島においては日本国政府の行政権及び司法権が停止され、アメリカ合衆国の施政下となる。
これにより、十島村はアメリカ合衆国統治下に入ったトカラ列島（現在の十島村の区域）と、日本側に残った北部3島（現在の三島村の区域）で事実上分断されることとなり、3島のみで十島村を継承することとなった。
  - 2月11日 - 黒島において三島村設立委員会が開催され、村長臨時代理者の選任と鹿児島市に事務所を設置する旨を決議[5]。
  - 2月24日 - それまで十島村役場が置かれていた中之島がアメリカ合衆国統治下となり事務所を失った上三島の区域を管轄する事務所として「十島村仮役場」を鹿児島市稲荷町12番地に設置[6][7]。鹿児島県知事によって村長臨時代理者が指名される[5]。
- 1947年（昭和22年）12月25日 - 鹿児島市築町52番地（現在の名山町12番18号）へ新たに庁舎を建設して移転[6]。

#### 三島村への名称変更後
- 1952年（昭和27年）
  - 2月4日 - トカラ列島の行政権が日本に返還される。
  - 2月10日 - 十島村の区域を北緯30度以北（口之島を除く）の区域に変更し[9]、十島村の名称を三島村に変更する。十島村仮役場の名称を「三島村役場」に変更する[6][7][8]。
  - 同日 - 本土復帰したトカラ列島の区域をもって十島村 を設置[10]。
- 1973年（昭和48年）4月1日 - 所属が大島郡から鹿児島郡に変更される[11]。

### 遷移表
| 明治22年4月1日              | 明治22年 - 明治45年                                                  | 大正1年 - 昭和19年                    | 昭和20年 - 昭和27年                                                    | 昭和27年 - 昭和48年                                                                              | 昭和48年 - 現在               | 現在           |
| --------------------------- | -------------------------------------------------------------------- | ------------------------------------- | ---------------------------------------------------------------------- | ------------------------------------------------------------------------------------------------ | ----------------------------- | -------------- |
| 川辺郡十島 （町村制未施行） | 明治30年4月1日 大島郡 明治41年4月1日 （島嶼町村制施行） 大島郡十島村 | 大正9年 （島嶼指定解除） 大島郡十島村 | （上三島） 大島郡十島村 昭和22年5月3日 （地方自治法施行） 大島郡十島村 | 昭和27年2月10日 （境界変更・名称変更） 大島郡三島村                                              | 昭和48年4月1日 鹿児島郡三島村 | 鹿児島郡三島村 |
| 川辺郡十島 （町村制未施行） | 明治30年4月1日 大島郡 明治41年4月1日 （島嶼町村制施行） 大島郡十島村 | 大正9年 （島嶼指定解除） 大島郡十島村 | 昭和21年2月2日 （アメリカ合衆国統治下） 十島村                         | 昭和27年2月4日 （本土復帰・町村制） 大島郡十島村 昭和27年2月10日 （地方自治法適用） 大島郡十島村 | 昭和48年4月1日 鹿児島郡十島村 | 鹿児島郡十島村 |

## 行政
地方公共団体の区域内に常設の事務所がないのは（災害等で臨時的に事務所が移転した例を除けば）日本国内では3町村のみである（他2町村は鹿児島県十島村と沖縄県竹富町）。
本土並みの行政サービスを受けられず、「選挙を通じて意思表示しなければ、切り捨てられてしまう」という過疎の離島の切実さから、公職選挙では寝たきりの高齢者を除くほぼ全員が投票する高投票率であることが知られている。

### 村政
- 村長：大山辰夫

村議会：定数7
- 三島村役場 - 鹿児島市
  - 竹島出張所 - 竹島
  - 硫黄島出張所 - 硫黄島
  - 三島開発総合センター - 硫黄島
  - 大里出張所 - 黒島
  - 片泊出張所 - 黒島
  - 大里ふるさとセンター - 黒島
  - 片泊ふれあいセンター - 黒島

### 公共サービス
消防
- 三島村消防団（事務所管は三島村役場）
  - 竹島消防分団
  - 硫黄島消防分団
  - 大里消防分団
  - 片泊消防分団

常備消防はない。
医療
- 竹島へき地診療所
- 硫黄島へき地診療所
- 黒島診療所
- 硫黄島福祉センター

救急に関しては診療所に配置されている患者輸送車（軽ワゴン車）で対応し、重症患者はヘリコプター（昼間は鹿児島県ドクターヘリ、夜間は海上自衛隊鹿屋救難飛行隊）により搬送される。
鹿児島県ドクターヘリは日本で唯一民間医療ヘリと補完飛行の提携を行っており、重複要請時には米盛病院（鹿児島市）の医療ヘリレッドウィングが飛行することもある。
警察
- 鹿児島県警察: 鹿児島中央警察署硫黄島駐在所

### 財政力指数
2023年（令和5年）度の財政力指数は0.06であり、全国で最も低い値となった（島根県知夫村と同値）。

## 地域

### 人口
| |                                        |  |
| 三島村と全国の年齢別人口分布（2005年） | 三島村の年齢・男女別人口分布（2005年） |  |
| ■紫色 ― 三島村 ■緑色 ― 日本全国 | ■青色 ― 男性 ■赤色 ― 女性              |  |
| 三島村（に相当する地域）の人口の推移 \| 1970年（昭和45年） \| 655人 \| \| \| 1975年（昭和50年） \| 628人 \| \| \| 1980年（昭和55年） \| 619人 \| \| \| 1985年（昭和60年） \| 552人 \| \| \| 1990年（平成2年） \| 503人 \| \| \| 1995年（平成7年） \| 513人 \| \| \| 2000年（平成12年） \| 500人 \| \| \| 2005年（平成17年） \| 462人 \| \| \| 2010年（平成22年） \| 418人 \| \| \| 2015年（平成27年） \| 407人 \| \| \| 2020年（令和2年） \| 405人 \| \| |                                        |  |
| 総務省統計局 国勢調査より |                                        |  |
| 1970年（昭和45年） | 655人                                  |  |
| 1975年（昭和50年） | 628人                                  |  |
| 1980年（昭和55年） | 619人                                  |  |
| 1985年（昭和60年） | 552人                                  |  |
| 1990年（平成2年） | 503人                                  |  |
| 1995年（平成7年） | 513人                                  |  |
| 2000年（平成12年） | 500人                                  |  |
| 2005年（平成17年） | 462人                                  |  |
| 2010年（平成22年） | 418人                                  |  |
| 2015年（平成27年） | 407人                                  |  |
| 2020年（令和2年） | 405人                                  |  |

### 教育

#### 義務教育学校
- 三島村立三島竹島学園（竹島）
- 三島村立三島大里学園（黒島）
- 三島村立三島片泊学園（黒島）
- 三島村立三島硫黄島学園（硫黄島）

#### 高等学校
- 村内に全日制高校はない。
  - 公立高校の学区制の制約はないが、ほぼ全員が鹿児島市内の高校に進学する。
- 村内には通信制高校の学習センターも存在しない。

#### 文化施設
- みしまジャンベスクール（硫黄島）
- 冒険ランドいおうじま（硫黄島）※鹿児島市立

### 通信

#### 電話
市外局番は村内全域が「09913」。同一市外局番の地域との通話は市内通話料金で利用可能（硫黄島MA）。収容局は硫黄島局および硫黄島黒島局。

#### インターネット
ミシマデネット（光ブロードバンド)

#### 地上波放送
テレビ放送は枕崎中継局を受信することにより、全島で全チャンネルの視聴が可能。また、ラジオは枕崎中継局及び種子島中継局を受信することにより、NHKラジオ第2放送以外の放送をFMで受信することが可能（第2放送はAM（隼人送信所）での受信のみ）。

### 郵便
郵便番号は村内全域が「890-090x」。集配は鹿児島中央郵便局が行う。
郵便局
いずれもゆうちょ銀行ATMは設置されておらず、貯金業務は窓口での扱い。なお村内には郵便局以外の金融機関はない。
- 硫黄島郵便局
- 大里簡易郵便局（旧・鹿児島中央郵便局黒島分室）
- 片泊簡易郵便局
- 竹島簡易郵便局（旧・鹿児島中央郵便局竹島分室）

## 交通

### 村営航路
- 航路

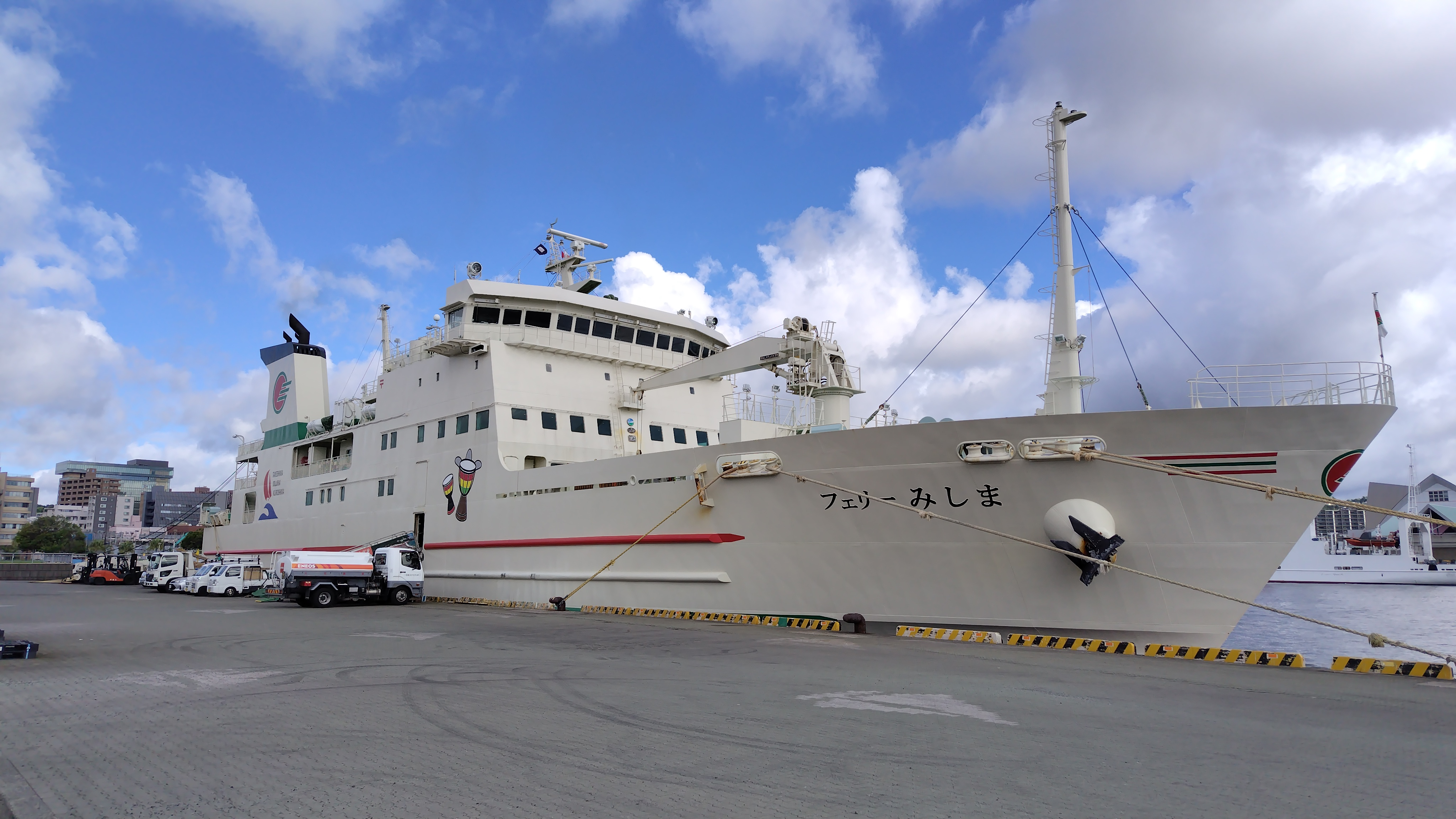
鹿児島港に停泊するフェリーみしま(4代目)

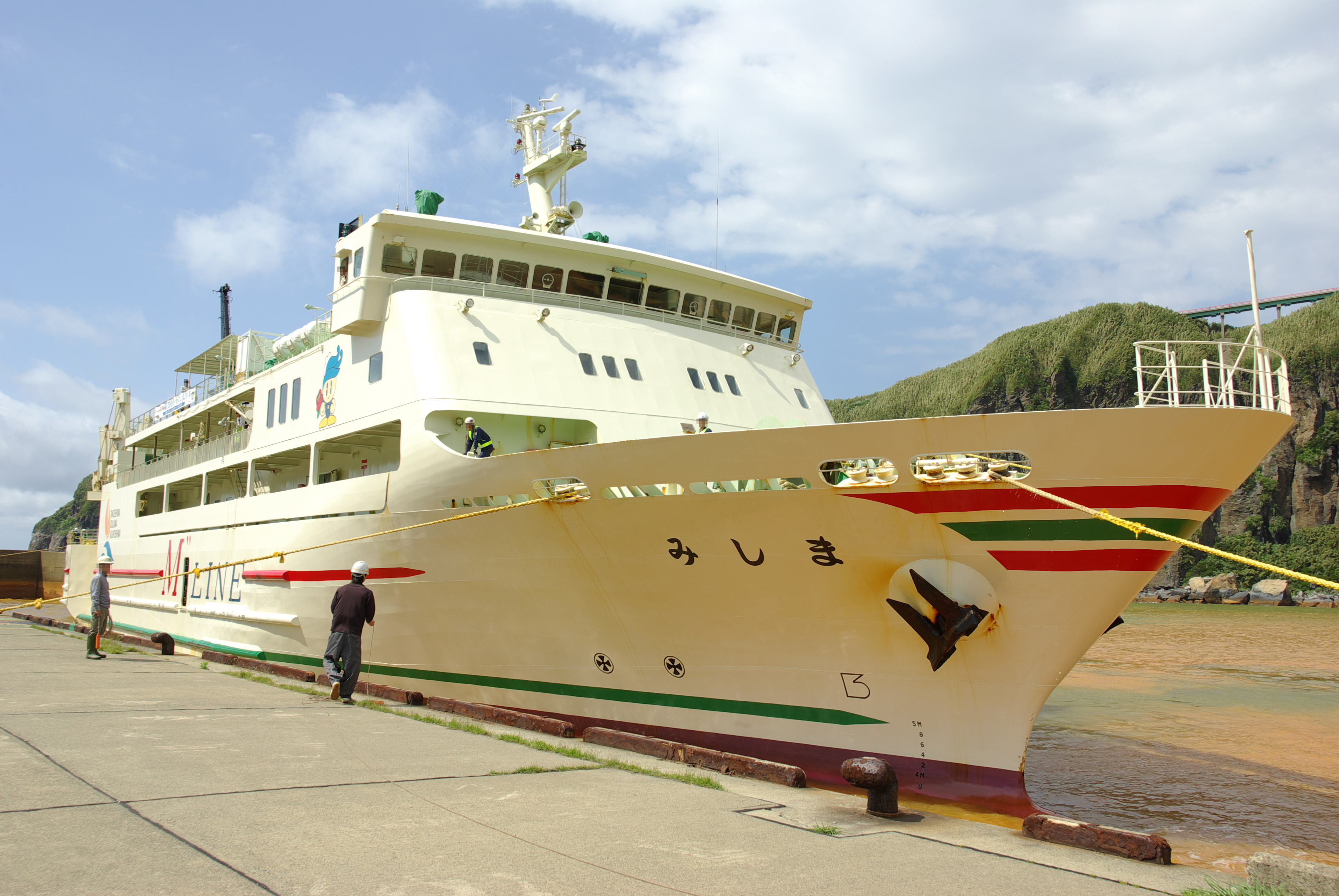
硫黄島港に着岸するみしま(3代目)

  - 鹿児島本港 - 竹島 - 硫黄島 - 黒島（大里） - 黒島（片泊）
    - ほぼ週4便運航。鹿児島本港発で片泊港（黒島）で1泊する便と鹿児島本港発着便（運航スケジュールは、村公式サイト参照または役場へ問い合わせ）。
    - フェリーみしまが入渠(ドックイン)などで運航できないときはフェリーとしま2がフェリーみしまの代船となり、逆にフェリーとしま2が運航できないときはフェリーみしまがフェリーとしま2の代船となる。近年、枕崎漁港（枕崎市）への延長が行われたが、現在は枕崎への定期寄港はしていない。
- 船舶
  - フェリーみしま(4代目)

2019年3月竣工。1,850総トン、全長89.60m、幅15.40m、連続最大出力3,400kW×2、航海速力19.09ノット。
旅客定員250名。車両搭載数：トラックのみ6台・中型乗用車のみ25台。内海造船建造。
- みしま(3代目)

2001年4月竣工。1,196総トン、全長89.5m、幅14.0m、出力8,000ps、航海速力19.0ノット（最大20.4ノット）。
旅客定員200名。車両搭載数：トラック5台・乗用車18台・バス1台。三菱重工業下関造船所建造。

### 航空便
- 鹿児島空港-薩摩硫黄島飛行場 : 新日本航空による（週2便）

### 島内交通
三島全て路線バス、タクシー、レンタカー業者は存在しない。本土から車をフェリーで持ち込むか、観光協会によるレンタサイクルを利用する。

#### 道路
- 鹿児島県道221号片泊大里港線（黒島）